# لیژورویل (فلوریدا)
لیژورویل (به انگلیسی: Leisureville) یک منطقهٔ مسکونی در ایالات متحده آمریکا است که در شهرستان براوارد، فلوریدا قرار دارد. لیژورویل ۰٫۶ کیلومتر مربع مساحت و ۱٬۱۴۷ نفر جمعیت دارد.